# یواس‌اس گالف‌پورت (اپی‌اف-۲۰)
یواس‌اس گالف‌پورت (اپی‌اف-۲۰) (به انگلیسی: USS Gulfport (PF-20)) یک کشتی بود که طول آن ۳۰۳ فوت ۱۱ اینچ (۹۲٫۶۳ متر) بود. این کشتی در سال ۱۹۴۳ ساخته شد.